# UCI Gravel World Series 2025
Die UCI Gravel World Series 2025 ist eine unter dem Dach der Union Cycliste Internationale ausgetragene Serie von Gravelrennen. Sie dient unter anderem der Qualifikation für die Gravel-Weltmeisterschaften 2025. Die Serie besteht aus 33 Rennen in aller Welt.
Jede Veranstaltung besteht aus einem Rennen für die Elite bei Männern und Frauen sowie für die Altersgruppen 19–34, 35–39, 40–44 etc. Bei jedem Rennen erhalten die besten 25 Prozent jeder Altersgruppe das Recht, an der folgenden Weltmeisterschaft teilzunehmen.

## Resultate
Die Serie begann im Oktober 2024 nach den Gravel-Weltmeisterschaften 2024 und geht bis September 2025, bevor im Oktober des Jahres die Weltmeisterschaften in der niederländischen Provinz Limburg stattfinden. Die Sieger in der Elite waren wie folgt:
| Datum         | Ort                | Veranstaltung                    | Sieger             | Siegerin              |
| ------------- | ------------------ | -------------------------------- | ------------------ | --------------------- |
| 13. Okt. 2024 | Asiago             | Gravel-Europameisterschaften     | Martin Stošek      | Sina Frei             |
| 27. Okt. 2024 | Seymour            | Gravelista                       | Brendan Johnston   | Talia Appleton        |
| 15. Feb. 2025 | Llucena            | Castellon Gravel Race            | Alejandro Valverde | Carolin Schiff        |
| 9. März 2025  | Camboriú           | Gravel Brazil                    | Simon Pellaud      | Madeleine Nutt        |
| 23. März 2025 | Turnhout           | Turnhout Gravel                  | Mads Würtz Schmidt | Geerike Schreurs      |
| 29. März 2025 | Elvas / Badajoz    | 114 Gravel Race                  | Matthew Holmes     | Lucía González Blanco |
| 6. Apr. 2025  | Velden             | Worthersee Gravel                | Magnus Bak Klaris  | Geerike Schreurs      |
| 20. Apr. 2025 | / Peille           | Monaco Gravel Race               | Mads Würtz Schmidt | Morgan Aguirre        |
| 25. Apr. 2025 | Siniscola          | Giro Sardegna Gravel             | Tim Wollenberg     | Debora Piana          |
| 26. Apr. 2025 | Fayetteville       | Highlands Gravel Classic         | Skyler Taylor      | Crystal Anthony       |
| 27. Apr. 2025 | Ontario            | Paris to Ancaster                | Benjamin Perry     | Devon Clarke          |
| 3. Mai 2025   | Cederberg          | The Ceder                        | Felix Stehli       | Zanri Rossouw         |
| 10. Mai 2025  | Derby              | The Devils Cardigan              | Brendan Johnston   | Talia Appleton        |
| 11. Mai 2025  | Valkenburg         | Marly Grav Race                  | Tim Wellens        | Lorena Wiebes         |
| 17. Mai 2025  | Nannup             | Seven                            | Mark O’Brien       | Tiffany Cromwell      |
| 17. Mai 2025  | Gatehouse of Fleet | The Gralloch                     | Petr Vakoč         | Tessa Neefjes         |
| 31. Mai 2025  | Aachen             | 3Rides Gravel Race               | Niels Vandeputte   | Marianne Vos          |
| 7. Juni 2025  | Szklarska Poręba   | Gravel Adventure                 | Adam Ťoupalík      | Hanna Nilsson         |
| 14. Juni 2025 | Blåvand            | Gravel Challenge Blaavands Huk   | Mads Würtz Schmidt | Larissa Hartog        |
| 14. Juni 2025 | Naivasha           | Safari Gravel Race               | Lukas Malezsewski  | Haley Smith           |
| 15. Juni 2025 | Millau             | Wish One Millau Grands Causses   | Dorian Godon       | Axelle Dubau-Prévot   |
| 21. Juni 2025 | Vianden            | Eislek Gravel Luxembourg         | Mathijs Loman      | Rosa Klöser           |
| 28. Juni 2025 | Villars-sur-Ollon  | Gravel Suisse                    | Andreas Seewald    | Sophie Wright         |
| 6. Juli 2025  | Singen             | Hegau Gravel Festival            | Mathijs Loman      | Rosa Klöser           |
| 12. Juli 2025 | Peize              | Gravel One Fifty                 | Jordan Habets      | Femke Markus          |
| 16. Aug. 2025 | Halmstad           | Gravel Grit ’n Grind             |                    |                       |
| 23. Aug. 2025 | Fubine             | Monsterrando                     |                    |                       |
| 23. Aug. 2025 | Windhoek           | Khomas100                        |                    |                       |
| 30. Aug. 2025 | Houffalize         | Houffa Gravel                    |                    |                       |
| 6. Sep. 2025  | Ruthin             | Graean Cymru                     |                    |                       |
| 13. Sep. 2025 | Mammoth Lakes      | Mammoth Tuff                     |                    |                       |
| 13. Sep. 2025 | Les Angles         | 66 Degrés Sud–Pyrénées Catalanes |                    |                       |
| 20. Sep. 2025 | Girona             | Sea Otter Europe Girona          |                    |                       |